# Редько, Филипп Ефимович
Филипп Ефимович Редько (1919—1994) — лейтенант Советской Армии, участник Великой Отечественной войны, Герой Советского Союза (1943). Почётный гражданин города Хабаровска.

## Биография
Филипп Редько родился 26 декабря 1919 года в селе Марусино (ныне — район имени Лазо Хабаровского края). После окончания семи классов школы работал писарем. Позднее окончил курсы счётно-финансовых работников, работал главбухом в леспромхозе, на льнозаводе. В марте 1942 года Редько был призван на службу в Рабоче-крестьянскую Красную Армию. С июля того же года — на фронтах Великой Отечественной войны.
К сентябрю 1943 года гвардии младший лейтенант Филипп Редько был комсоргом батальона 235-го гвардейского стрелкового полка 81-й гвардейской стрелковой дивизии 7-й гвардейской армии Степного фронта. Отличился во время битвы за Днепр. 26 сентября 1943 года Редько во главе передовой группы переправился через Днепр в районе села Бородаевка Верхнеднепровского района Днепропетровской области Украинской ССР и принял активное участие в боях за захват и удержание плацдарма на его западном берегу. В критический момент Редько заменил собой выбывшего из строя командира роты и отразил 12 вражеских контратак. В тех боях он получил тяжёлое ранение, но продолжал сражаться.
Указом Президиума Верховного Совета СССР от 26 октября 1943 года за «мужество и героизм, проявленные в ходе форсирования Днепра и боев за завоевание и расширение плацдарма на правом берегу Днепра», гвардии младший лейтенант Филипп Редько был удостоен высокого звания Героя Советского Союза с вручением ордена Ленина и медали «Золотая Звезда» за номером 3256.
В 1946 году в звании лейтенанта Редько был уволен в запас. Проживал и работал в Хабаровске. Активно занимался общественной деятельностью. Умер 28 сентября 1994 года.
Почётный гражданин Хабаровска. Был также награждён орденами Отечественной войны 1-й степени и Красной Звезды, рядом медалей.